# Дрік красильний
{{#ifeq:0|0|{{#if:|{{#if:Genistatinctoria|[[]}}|}}}}
Дрік фарбувальний, дрік красильний, бріч (Genista tinctoria L.), місцево відомий як дрік жовтий, жовтило — кущ родини бобових (Fabaceae).

## Загальна біоморфологічна характеристика
Стебло до 1 м заввишки з зеленими ребристими пагонами, голими або інколи запушеними, притиснутими волосками. Листки чергові, цілісні (до 4 см завдовжки і до 1 см завширшки), ланцетні, рідко еліптичні, загострені, темно-зелені, голі або трохи притиснуто-запушені, на коротких черешках, з двома шилоподібними прилистками. Пагони закінчуються щільною багатоквітковою китицею. Квітки великі, неправильні. Чашечка зелена, п'ятизубчаста, двогуба, віночок метеликовий, яскраво-жовтий, голий, прапорець довгасто-яйцеподібний, коротший за інші пелюстки, човник тупий. Тичинок десять, які зрослися нитками в трубочку, маточка одна, зав'язь верхня. Плід — довгасто-лінійний, чорний, трохи зігнутий біб.
Росте в соснових і мішаних лісах, на галявинах, в чагарниках. Світлолюбна рослина. Цвіте у червні — липні.
Поширена по всій Україні, на крайньому півдні зрідка. Заготовляють сировину в районах поширення.

## Близький вид
Дрік германський (G. germanica L.) Рослина з колючками у пазухах листків, листки сидячі, як і молоді гілочки, чашечка й боби волохато-повстисті. Росте в мішаних лісах (В2, С2). Тіньовитривала рослина. Поширена на Поліссі, Розточчі — Опіллі, правобережному Лісостепу, в Карпатах. Цвіте у червні — липні.

## Практичне використання
Лікарська, фарбувальна, медоносна, декоративна й фітомеліоративна рослина.
У народній медицині застосовують квітучі гілки як сечогінний, проносний, судинозвужувальний, заспокійливий засіб, при водянці, жовтяниці, серцевій слабості, при хворобах щитоподібної залози, запаленнях нирок і сечового міхура, геморої, рахіті.
Відвар з медом вживають при зниженому тиску крові, ожирінні, втраті сил.
Активними чинниками дроку є алкалоїди цитизин і метилцитизин, геністеїн, глікозид лютеолін, органічні кислоти, смоли.
Усі частини броча (дроку красильного) містять жовту барвну речовину скопарин. З листків, квіток і молодих пагонів одержують яскраво-жовту і зелену фарбу для фарбування вовни і шовку, а з квіток, крім того, жовтий лак.
Обидва види дроку охоче відвідують бджоли, які збирають з квіток нектар і пилок.
Дроки, красильний (інакше званий бріч) і дрік германський мають декоративні форми з вузькими і широкими листками, махровими квітками і з тривалим періодом цвітіння. Їх використовують в озелененні, особливо на вапнякових ґрунтах.
Обидва види дроку мають фітомеліоративне значення при залісенні піщаних ґрунтів.
Незважаючи на наявність у насінні та листі дроку красильного отруйних алкалоїдів, токсичної дії їх на домашніх тварин не виявлено.
Обидва види дроку поїдаються вівцями ї козами, при поїданні їх коровами молоко, масло і сир набувають гіркого присмаку, але корови їдять його тільки при відсутності іншого доброякісного корму.

### У харчуванні
У Східному Закавказзі їдять молоді пагони та квіткові пуп'янки дроку. Спочатку їх бланшують, потім готують з оцтом як капарці.

## Збирання, переробка та зберігання
Збирають гілки дроку красильного \ броча (до 15 см завдовжки) під час цвітіння, зрізуючи їх серпами. Сушать у затінку або в приміщеннях з гарною вентиляцією. Зберігають у коробках, вистелених папером.

## Галерея

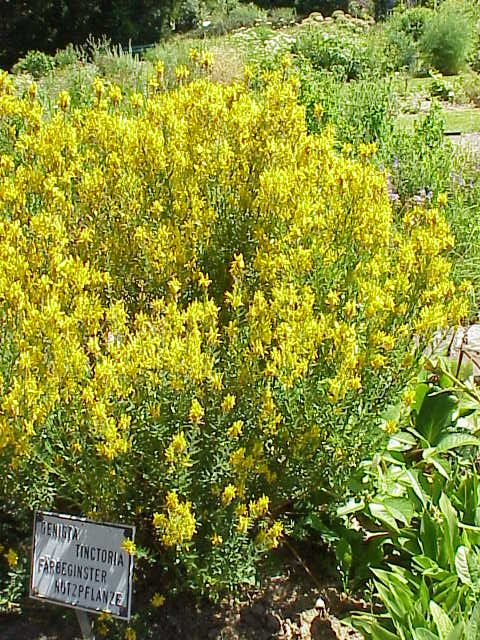
Зарості бріча
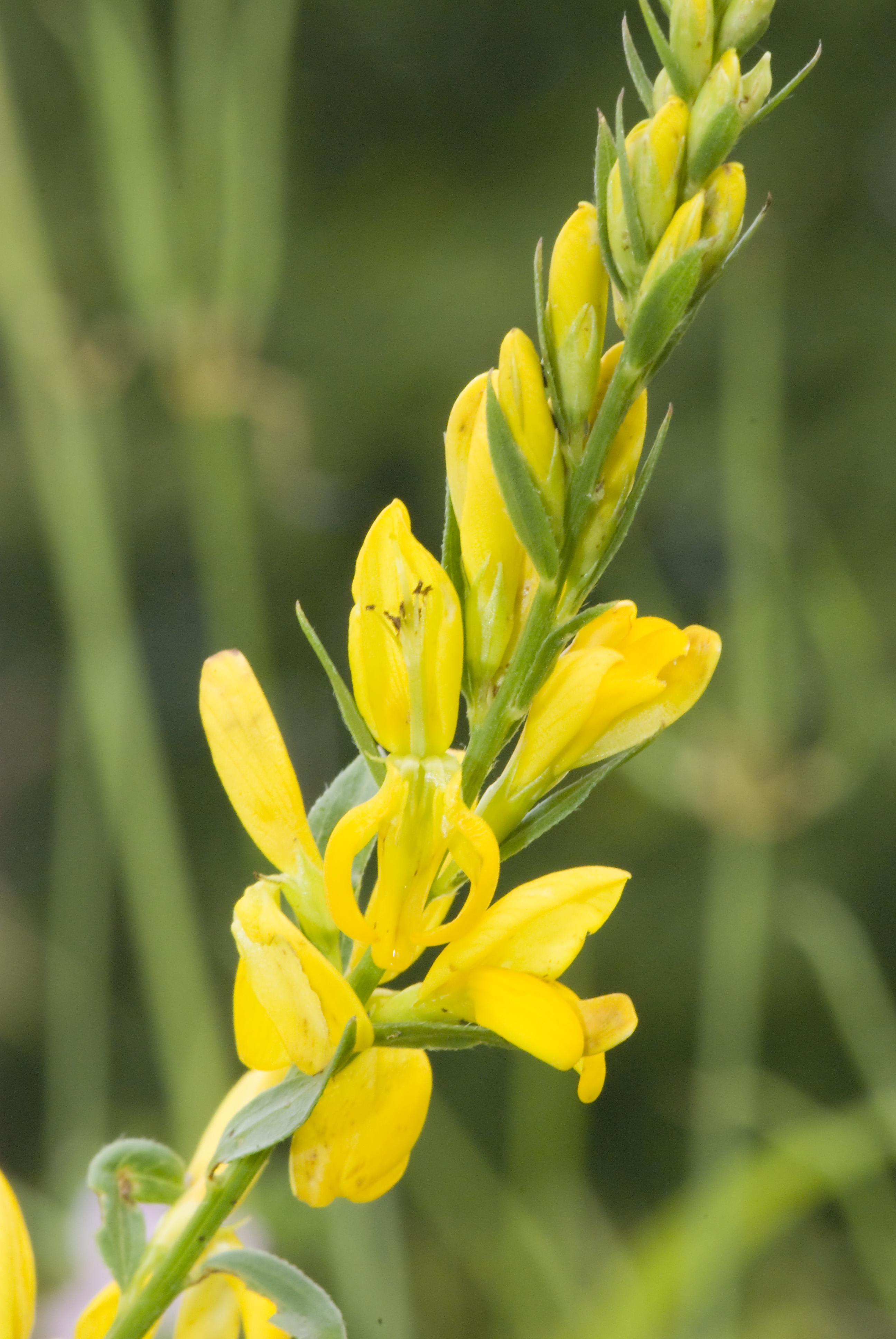
Квіти